# Хумберт Савойски-Аоста
Вижте пояснителната страница за други личности с името Хумберт Савойски.
Хумберт Савойски-Аоста, с пълно име Хумберт Мария Виктор Амадей Йосиф Савойски-Аоста (на италиански: Umberto Maria Vittorio Amedeo Giuseppe di Savoia, Умберто Мария Виторио Амедео Джузепе ди Савоя-Аоста; * 22 юни 1889, Торино, Кралство Италия; † 19 октомври 1918, Креспано Венето, пак там) е италиански военен, граф на Салеми, представител на кадетския клон на Савойската династия Савоя-Аоста. Освен това е принц на Франция, принц на Италия, титулярен херцог на Райхщат, инфант на Испания.

## Произход
Той е син на Амадей I Савойски-Аоста (* 1845, † 1890), херцог на Аоста и единствен крал на Испания (1870 – 1873) от Савойската династия, и на втората му съпруга Мария Летиция Бонапарт (* 1866, † 1926), френска принцеса. Негови дядо и баба по бащина линия са крал Виктор Емануил II, последен крал на Сардиния (1849 – 1861) и първи крал на обединена Италия (17 март 1861 – 1878), и ерцхерцогиня Мария Аделхайд Хабсбург-Лотарингска, а по майчина – Наполеон-Жером Бонапарт ̈(Плон Плон), принц на Кралство Вестфалия, и принцеса Мария Клотилда Савойска. Чичо му е крал Умберто I. Той е първи братовчед на бъдещия крал на Италия Виктор Емануил III. По майчина линия прадядо му Жером Бонапарт е брат на Наполеон Бонапарт. Има трима природени братя от първия брак на баща си: Емануил Филиберт, херцог на Аоста, принц на Астурия, генерал, маршал на Италия, Виктор Емануил, граф на Торино, генерал, и Лудвиг Амадей, 1-ви херцог на Абруци, адмирал, изследовател и алпинист.  

## Биография

### Ранни години и образование
На 2 декември 1889 г. с Кралски указ чичо му крал Умберто I дава на 5-месечния Хумберт титлата „граф на Салеми“. Титлата напомня за Похода на хилядата, с който, именно в Салеми започва процесът на обединение на Италия. Тъй като той няма деца, титлата повече не е връчвана.
Загубил баща си малко след раждането си, той е отгледан от майка си Мария Летиция и от баба си Мария Клотилда Савойска. Единствен в Савойския дом учи в невоенен колеж – в случая Варнавитския колеж в Монкалиери близо до Торино. След като завършва гимназиален курс, през 1908 г. постъпва във Военноморската академия в Ливорно.
През май 1911 г., докато е още в академията, Хумберт е обвинен в кражба. Неговият братовчед крал Виктор Емануил III иска той да бъде арестуван, но майка му го завежда в Торино и предизвиква краля да извърши ареста. През юли кралят нарежда той да бъде задържан в замъка на Монкалиери и след това да прекара осемнадесет месеца на борда на военен кораб, през което време полковник от карабинерите служи като негов учител и пазач.

### Първа световна война
През 1915 г. Хумберт е доброволец в Първата световна война като обикновен войник. Изпратен на фронта по негово изрично желание, командва батарея минометчици. Ранен, той е повишен през май 1917 г. в постоянен лейтенант за военни заслуги и печели два сребърни медала за военна доблест. Бие се в полка „Лека кавалерия на Тревизо“ при Карст и Монте Грапа.

### Смърт
Разболява се от испански грип на планината Монте Грапа и умира през октомври 1918 г. на 29-годишна възраст, неженен и бездетен. Официалният съдебен бюлетин казва, че е починал от военни рани след битката при Грапа, но в действителност умира от испанския грип във военната болница във Вила Киавачи. Във вилата надгробна плоча, поставена за осмата годишнина от смъртта му, напомня за краткия му престой и последните му дни.
Първоначално е погребан в гробището на Креспано Венето. През 1926 г. тялото му е прехвърлено в светилището „Монте Грапа“. Сегашното му погребение е в криптата на Храма-костница на Басано дел Грапа. 

## Памет
До обявяването на Италианската република една от улиците в Салеми носи неговото име – ул. „Граф Хумберт“ (via Conte Umberto).